# Bundestagswahlkreis Gelsenkirchen II – Recklinghausen III
Der Bundestagswahlkreis Gelsenkirchen II – Recklinghausen III war von 1980 bis 2002 ein Wahlkreis in Nordrhein-Westfalen. Er umfasste die Gelsenkirchener Stadtbezirke Nord und Ost sowie vom Kreis Recklinghausen die Stadt Herten. Der Vorgängerwahlkreis von 1965 bis 1980 war der Wahlkreis Gelsenkirchen II.
Zur Bundestagswahl 2002 wurde der Wahlkreis aufgelöst. Seitdem gehören die Gelsenkirchener Stadtbezirke Nord und Ost zum Wahlkreis Gelsenkirchen und Herten zum Wahlkreis Recklinghausen II. Der Wahlkreis wurde stets von Kandidaten der SPD gewonnen, zuletzt von Norbert Formanski.

## Wahlkreissieger
| Wahl | Name              | Partei | Erststimmen |
| ---- | ----------------- | ------ | ----------- |
| 1998 | Norbert Formanski | SPD    | 63,0 %      |
| 1994 | Norbert Formanski | SPD    | 58,0 %      |
| 1990 | Norbert Formanski | SPD    | 55,0 %      |
| 1987 | Heinz Menzel      | SPD    | 58,1 %      |
| 1983 | Heinz Menzel      | SPD    | 58,3 %      |
| 1980 | Heinz Menzel      | SPD    | 61,0 %      |
| 1976 | Hans Gertzen      | SPD    | 63,4 %      |
| 1972 | Hans Gertzen      | SPD    | 66,4 %      |
| 1969 | Hans Gertzen      | SPD    | 60,0 %      |
| 1965 | Hans Gertzen      | SPD    | 57,9 %      |

## Wahlkreisgeschichte
| Wahl      | Wahlkreisname                            | Gebiet |
| --------- | ---------------------------------------- | --- |
| 1965–1976 | 98 Gelsenkirchen II                      | Östlicher Teil von Gelsenkirchen mit den Stadtteilen Resse, Erle, Schalke, Bismarck, Altstadt, Bulmke-Hüllen und Ückendorf |
| 1980–1998 | 94 Gelsenkirchen II – Recklinghausen III | Von Gelsenkirchen die Stadtbezirke Nord und Ost, vom Kreis Recklinghausen die Stadt Herten                                 |